# The Offer
The Offer est une mini-série américaine écrite par Michael Tolkin et diffusée en avril 2022 aux États-Unis. Composée de dix épisodes, elle a pour sujet la production par la Paramount du film Le Parrain, l'un des chefs-d'œuvre du Nouvel Hollywood et dont l'auteur, Francis Ford Coppola, fut l'un des chefs de file. Elle est disponible sur la plateforme Paramount+ depuis le 28 avril 2022 aux États-Unis. En France, elle est disponible depuis le 1er décembre 2022.

## Synopsis
Au milieu des années 1960, Albert S. Ruddy est employé de RAND Corporation comme simple programmeur. Il rêve cependant de cinéma. Un ami scénariste le fait entrer au célèbre Château Marmont où il croise notamment Robert Evans, producteur pour Paramount Pictures. Il fait aussi la rencontre de Bernard Fein avec lequel il développera plus tard la série à succès Papa Schultz. À New York, l'écrivain Mario Puzo vit mal l'échec de son dernier roman The Fortunate Pilgrim (1965). On lui conseille alors d'écrire sur un sujet qui passionne les gens : la mafia. D'abord réticent, il se lance finalement dans l'écriture d'un roman qui deviendra Le Parrain. Publié en 1969, le roman devient rapidement un best-seller. Ce succès n'est cependant pas du goût de la communauté italo-américaine, y compris ceux de Frank Sinatra, dont le personnage du livre Johnny Fontane s'était inspiré de lui-même, et Joe Colombo, un mafieux membre de l'une des Cinq familles.
Alors que Paramount détient les droits du roman de Mario Puzo, le studio est réticent à produire un tel film, sur un sujet sensible et ne faisant pas de succès en salles. Robert Evans va cependant propulser Al Ruddy à la tête de la production du film. Al tente d'engager Mario Puzo comme scénariste de sa propre adaptation. Face aux difficultés rencontrées par l'auteur, Francis Ford Coppola est engagé comme co-scénariste et réalisateur. Al doit alors faire face à des menaces plus appuyées de la mafia. La production du film va être très compliquée et tendue pour toute l'équipe (problèmes de budget, autorisation de tournage, conflits avec les techniciens, ...) d'autant plus que certains veulent court-circuiter le film.

## Distribution

### Personnages principaux
- Miles Teller (VF : Gilduin Tissier) : Albert S. Ruddy
- Matthew Goode (VF : Jean-Christophe Dollé) : Robert Evans
- Dan Fogler (VF : Loïc Houdré) : Francis Ford Coppola
- Giovanni Ribisi (VF : Xavier Fagnon) : Joseph Colombo
- Colin Hanks (VF : Jim Redler) : Barry Lapidus
- Juno Temple (VF : Diane Dassigny) : Bettye McCartt
- Burn Gorman (VF : Jochen Hägele) : Charles Bluhdorn

### Personnages récurrents
- Nora Arnezeder (VF : Noémie Orphelin) : Francoise Glazer
- Patrick Gallo (VF : Serge Biavan) : Mario Puzo
- Frank John Hughes (VF : Thierry Wermuth) : Frank Sinatra
- Michael Rispoli : Tommy Lucchese
- Jake Cannavale (VF : Romain Altché) : Caesar
- Lou Ferrigno : Lenny Montana
- Meredith Garretson (VF : Kahina Tagherset) : Ali MacGraw
- Anthony Skordi (VF : Christian Pélissier) : Carlo Gambino
- Josh Zuckerman (VF : Benjamin Bollen) : Peter Bart (en)
- Anthony Ippolito (VF : Clément Moreau) : Al Pacino
- James Madio (VF : Jérémy Prévost) : Gino
- Paul McCrane (VF : Marc Perez) : Jack Ballard
- Stephanie Koenig (VF : Anaïs Delva) : Andrea Eastman
- Danny Nucci (VF : Arnaud Arbessier) : Mario Biaggi
- Derrick Baskin : Leroy Barnes
- Joey Russo (VF : Cédric Dumond) : Joe Gallo
- Branden Williams (VF : Jérôme Pauwels) : Gianni Russo
- Justin Chambers (VF : Boris Rehlinger) : Marlon Brando
- Carmine Giovinazzo : Sonny Grosso
- Geoffrey Arend : Aram Avakian
- Eric Balfour (VF : Jérémy Bardeau) : Dean Tavoularis
- Maya Butler : Diane Keaton
- Damian Conrad-Davis : James Caan
- Derek Magyar : Robert Duvall
- Nick Pupo : John Cazale
- Zack Schor (VF : Jonathan Amram) : Fred Gallo
- Cynthia Aileen Strahan : Talia Shire
- Thomas Joseph Thyne : Gordon Willis

### Invités
- Kirk Acevedo : l'agent Hale
- Ross McCall : Moran
- Michael Gandolfini : Andy Calhoun
- Lola Glaudini (VF : Déborah Perret) : Candida Donadio
- Billy Magnussen (VF : Damien Boisseau) : Robert Redford
- Louis Mandylor (VF : Guillaume Orsat) : Mickey Cohen
- Aimee Carrero : Rosie Molina
- Michael Landes (VF : Alexandre Gillet) : Vic Damone
- Brandon Sklenar : Burt Reynolds

 Source et légende : version française (VF) sur RS Doublage et cartons du doublage français.

## Production
Le projet est annoncé en septembre 2020 pour une diffusion sur Paramount+. La série revient sur la production du célèbre film Le Parrain (1972) de Francis Ford Coppola, racontée d'après le point de vue du producteur Albert S. Ruddy. En décembre 2020, Armie Hammer est choisi pour interpréter le rôle titre,, mais en janvier 2021 il est obligé de renoncer en raison de graves accusations pesant sur lui. En mai 2021, la production engage Miles Teller pour le remplacer. En avril 2021, Dexter Fletcher est chargé de réaliser plusieurs épisodes,. Matthew Goode, Giovanni Ribisi, Colin Hanks, Dan Fogler et Juno Temple sont engagés en juin 2021,,. En juillet de la même année, Burn Gorman est annoncé pour incarner Charles Bluhdorn, alors que Justin Chambers sera Marlon Brando,. En octobre 2021, Michael Gandolfini et Zack Schor rejoignent la distribution à leur tour,, ainsi qu'Eric Balfour dans le rôle du chef décorateur Dean Tavoularis.  
Le tournage débute le 12 juillet 2021 et est arrêté peu après en raison de personnes testées positives à la Covid-19. Il s'achève finalement le 12 janvier 2022 . En août 2021, il est révélé que la production abandonne ses prises de vues prévues dans le célèbre hôtel Château Marmont, à West Hollywood, pour soutenir un mouvement de boycott de l'établissement. Le tournage a lieu notamment à Los Angeles, en particulier dans les studios de la Paramount et ceux d'Universal  pour les scènes d'extérieurs à New York ainsi que la Fête de San Gennaro, qui se tient chaque année en septembre dans le quartier de Little Italy .

## Diffusion
The Offer est disponible aux États-Unis sur la plateforme Paramount+ depuis le 28 avril 2022, directement avec trois épisodes puis un épisode par semaine tous les jeudis. La série est disponible en France à partir du 1er décembre 2022 sur Paramount+ France.

## Distinctions

### Nominations
- Festival de télévision de Monte-Carlo 2022 [21]
  - Nymphe d'or de la meilleure série dramatique
- Hollywood Critics Association Television Awards 2022 Hollywood Critics Association
  - Meilleure actrice dans un second rôle dans une série en streaming ou une série ou un film d'anthologie: Juno Temple
  - Meilleur acteur dans un second rôle dans une série en streaming ou une série ou un film d'anthologie: Matthew Goode